# Партизанская (станция метро, Минск)
«Партиза́нская» (бел. Партызанская) — станция Автозаводской линии Минского метрополитена, расположена между станциями «Автозаводская» и «Тракторный завод». Открыта 7 ноября 1997 года вместе с «Автозаводской» в составе третьего участка Автозаводской линии.

## Конструкция
Колонная станция мелкого заложения, трёхпролётная (один пролёт скрыт), с рядом прямоугольных колонн. На меньшей глубине над станцией расположен торговый центр «Подземный Город».
В архитектурно-художественном оформлении станции подчеркнута нестандартность конструктивного решения платформенного зала с одним центрально расположенным рядом колонн. Ребра плит перекрытия и несущие ригели образуют пространственную решетку кессонированного потолка и визуально увеличивают эффект ширины пространства.
Новые отделочные материалы, которые появлялись в то время на рынке, позволили пересмотреть оформление. Поэтому многие наработки декораторских решений так и не были воплощены в жизнь. Зато новый подход позволил несколько удешевить строительство.
Основная декоративно-художественная нагрузка направлена на решение центрально расположенного ряда колонн. Колонны облицовываются зелёным мрамором с включением декоративных профилей из анодированного алюминия. В верхней зоне колонн расположены светильники со специальной оптикой, создающие эффект факела, символизирующие пламя народного сопротивления и несущие огонь памяти и благодарность потомков.

## Вестибюли
Выходы из двух вестибюлей станции ведут к гостинице «Турист», универмагу «Беларусь», Партизанскому проспекту, улицам Долгобродской и Жилуновича, парку им. 50-летия Великого Октября.

## Галерея

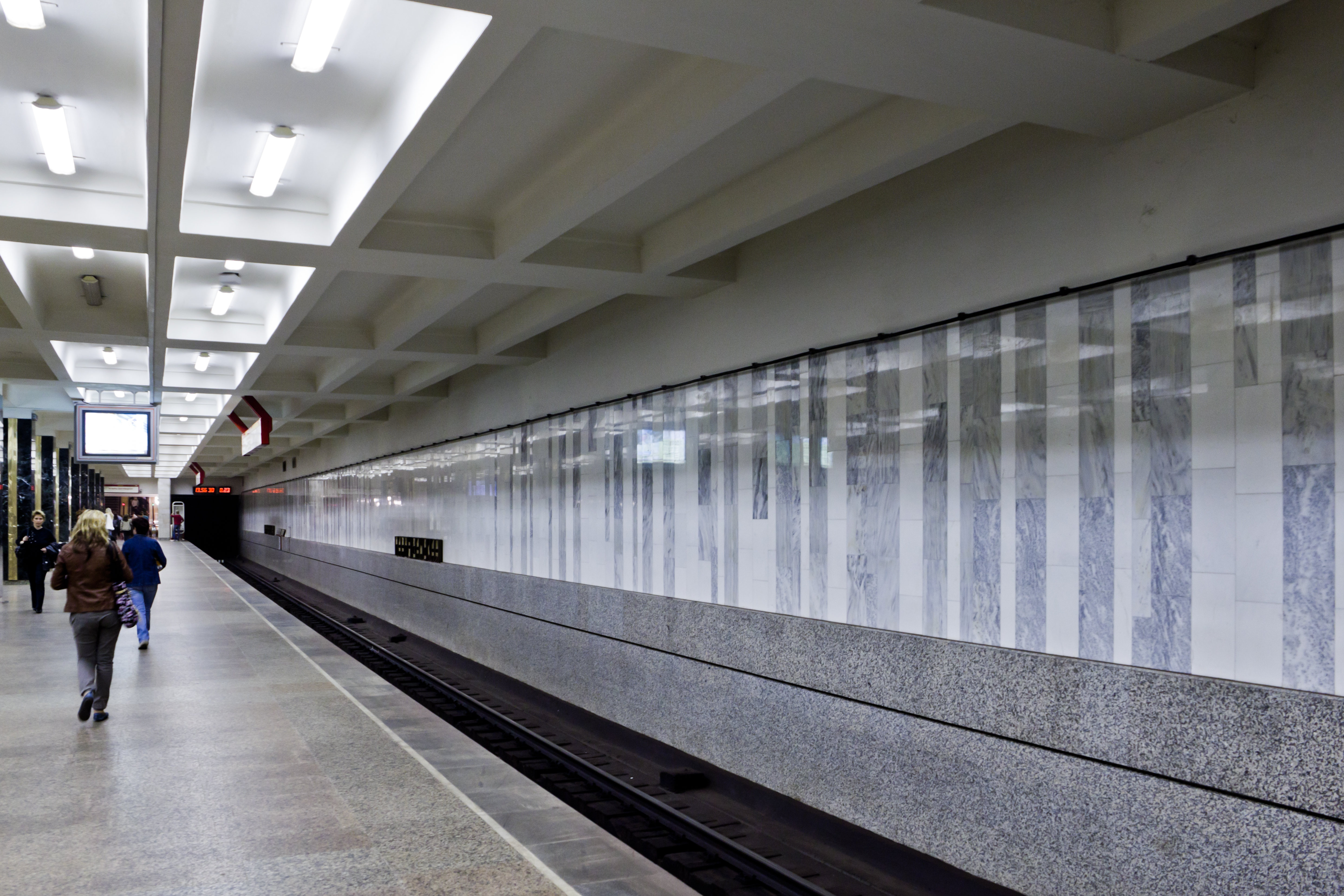
Путь  в  сторону «Тракторного завода»
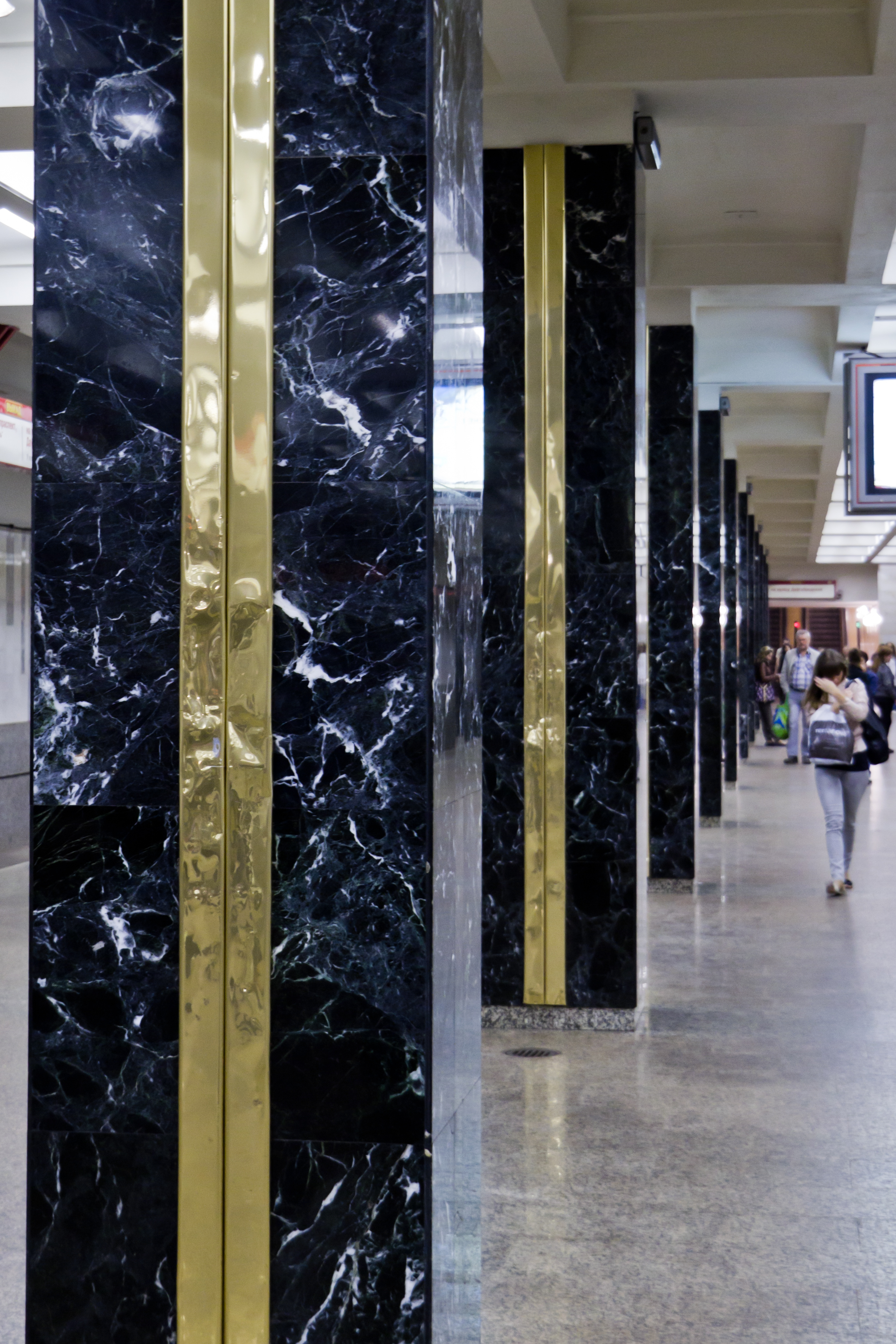
Колонны
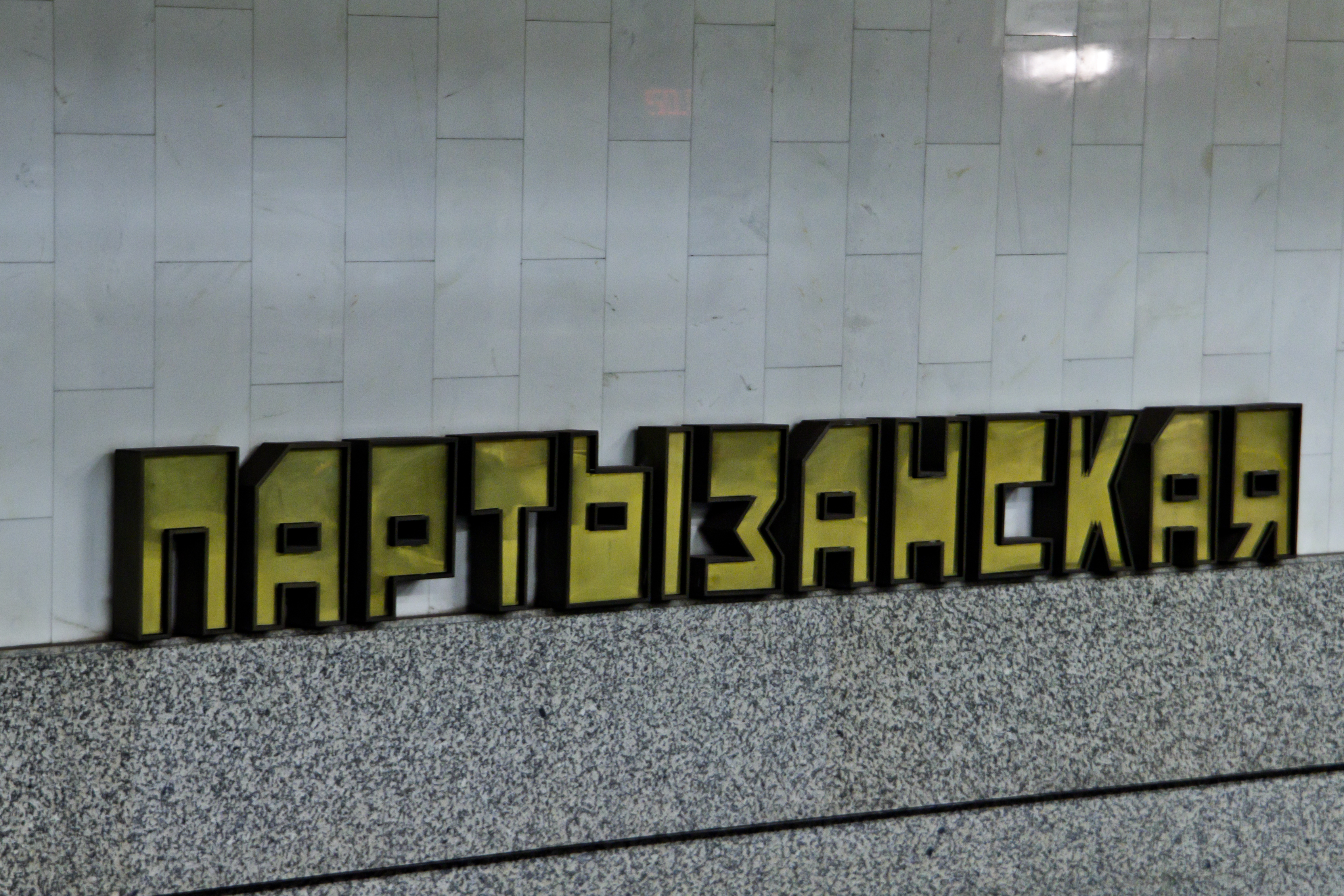
Название на путевой стене